# Музыкальный диктант
Музыка́льный дикта́нт — упражнение, заключающееся в том, что учащиеся несколько раз слушают небольшой музыкальный фрагмент и одновременно или в перерывах между прослушиваниями записывают его на нотном стане. Способствует развитию музыкального слуха, практикуется при изучении дисциплины сольфеджио. Требует осмысления элементов лада, гармонии, голосоведения, ритма, формы и иногда инструментовки.
В качестве «музыкального материала» для диктантов в педагогической практике принято использовать как фрагменты собственно музыкальных произведений, так и специально сочинённые в методических целях примеры. Бывают одноголосные, двухголосные и многоголосные диктанты. Типичная длина одноголосного составляет 8-16 тактов, количество тактов иногда зависит от музыкального размера. Длина двух- или много- голосного диктанта составляет не более 5-10 тактов. Чаще всего преподаватель проигрывает пример на фортепиано в аудитории, но не исключается исполнение отрывка другими инструментами, ансамблями или вокально. Тональность или первая нота обычно объявляются.
Для успешной записи музыкального диктанта необходимо:
1. Определить размер. Определить количество тактов (чаще всего количество тактов заранее известно — его говорит преподаватель).
2. Записать первый и последний такты.
3. Заполнить оставшиеся такты, слушая движение мелодии (восходящее или нисходящее; движение по интервалам).
4. В более сложных диктантах — определить отклонения или модуляцию в другую тональность.
5. Услышать и правильно записать ритм.
6. Знать музыкальную нотацию, правила написания хроматизмов и правильно применить их в диктанте.
7. Чувствовать и понимать деление диктанта (предложения и фразы).

Написание диктантов относится к сложным упражнениям. Некоторое преимущество имеют люди с абсолютным слухом, которые могут определять высоту звуков в отрыве от музыкального контекста. Но остальные сложности диктантов (восприятие ритма и др.) касаются и этой категории учащихся.
В России начиная с 2018 года проводится Всеобщий музыкальный диктант, где попробовать свои силы может каждый желающий.